# Joshua Baker
Joshua Baker, né le 23 mars 1799 et mort le 16 avril 1885, est un militaire, gouverneur de la Louisiane du 3 juin 1867 au 8 janvier 1868 pendant la reconstruction du sud, et membre du Parti républicain. 

## Biographie

### Premières années
Joshua Baker naît le 23 mars 1799 dans le comté de Mason, au Kentucky. Son père, également nommé Joshua Baker, et sa mère, Susan Lewis, s’installent avec leur famille dans le territoire du Mississippi en 1803. En 1811, ils s’établissent à Oaklawn Plantation, dans la paroisse de Sainte-Marie, en Louisiane, alors territoire d'Orléans.

### Formation
Baker intègre l’Académie militaire des États-Unis à West Point, New York, de 1817 à 1819. Il est ensuite nommé sous-lieutenant dans le Corps d’artillerie de l’armée américaine et sert comme professeur adjoint à West Point avant de démissionner en octobre 1820. En 1821, il déménage à Litchfield, dans le Connecticut, pour étudier le droit. L'année suivante, en 1822, il est admis au barreau dans le comté de Mason, au Kentucky.

### Carrière
De retour en Louisiane en 1822, Baker exerce le droit au bureau d’Opelousas, sous la direction de John Brownson, entre 1822 et 1829, puis de 1832 à 1838.
De 1826 à 1829, il est colonel dans la milice de l’État de Louisiane. Parallèlement, il travaille sur des projets d’ingénierie dans la paroisse de Plaquemine jusqu’à sa nomination en tant que juge dans la paroisse de Sainte-Marie, un poste qu’il occupe jusqu’en 1839.
En 1833, Baker est nommé ingénieur d’État adjoint pour la Louisiane, un rôle qu’il occupe jusqu’en 1838. Entre 1840 et 1845, il devient directeur des travaux publics pour l’État de Louisiane. Il est également capitaine de cavalerie dans la milice de l’État de Louisiane de 1846 à 1851. En 1853, il est nommé au conseil des visiteurs de l’Académie militaire des États-Unis, où il sert jusqu’en 1861.
En plus de ses responsabilités publiques, Baker possède trois plantations en Louisiane : Black Bayou dans la paroisse de Terrebonne, Grand River dans la paroisse de Saint-Martin, et Fairfax Plantation dans la paroisse de Sainte-Marie. Il investit également dans le commerce des bateaux à vapeur.

### Guerre de Sécession et gouvernorat
Avec le début de la guerre de Sécession, Baker, opposé aux sécessionnistes, se retire à Franklin, en Louisiane, en 1861. En tant que démocrate conservateur, il coopère avec l’armée d’occupation de l’Union. Le 8 janvier 1868, il prête serment de loyauté à l’Union et est nommé gouverneur militaire par le général Winfield Scott Hancock, après la démission de Benjamin Flanders.
Durant son mandat, Baker soutient le plan de reconstruction modéré du président Andrew Johnson. Cependant, son administration est limitée par les contre-ordres militaires en vertu des lois de reconstruction. Sa décision de destituer neuf membres du conseil municipal de La Nouvelle-Orléans est annulée par le président Ulysses S. Grant, ce qui conduit Baker à démissionner. Lors d’une élection spéciale, le républicain Henry C. Warmoth est élu gouverneur.

### Vie personnelle
En 1825, Baker épouse Fanny Assheton Stelle à Opelousas. Le couple a trois enfants, dont Margaret Baker (1828–1893), qui épouse John Peck Van Bergen, issu d’une illustre famille new-yorkaise. Après la mort de Fanny le 17 août 1831, Baker se remarie en 1832 avec Catherine Patton de Fairfax, en Virginie. Deux enfants naissent de cette union.
Joshua Baker décède le 16 avril 1885 à Lyme, dans le Connecticut, dans la résidence de sa fille Margaret Van Bergen, nommée "Cricket Lawn". Il est inhumé au cimetière de Green-Wood à Brooklyn, New York.